# Route der Industriekultur Rhein-Main Rüsselsheim

Logo der Route der Industriekultur Rhein-Main

Die Route der Industriekultur Rhein-Main Rüsselsheim ist eine Teilstrecke der Route der Industriekultur Rhein-Main in der hessischen Stadt Rüsselsheim am Main. Das Projekt versucht Denkmäler der Industriegeschichte im Rhein-Main-Gebiet zu erschließen.

## Liste der Route in Rüsselsheim
| Rüsselsheim                                             | Rüsselsheim                                              | Rüsselsheim     | Rüsselsheim | Rüsselsheim                            | Rüsselsheim |
| Lage                                                    | Objekt                                                   | Entstehungsjahr | Beschreibung | Bild                                   |             |
| ------------------------------------------------------- | -------------------------------------------------------- | --------------- | --- | -------------------------------------- | ----------- |
| Hauptmann-Scheuermann-Weg 4 (Standort)                  | Stadt- und Industriemuseum Rüsselsheim                   |                 | Ausstellung zur Industriegeschichte | Stadt- und Industriemuseum Rüsselsheim |             |
| Ludwig-Dörfler-Allee 9 (Standort)                       | Opel-Villen: Villa Wenske                                | 1915–1916       | Villa im Stil des Historismus von Johannes Becker aus Darmstadt                                                                               | Opel-Villen: Villa Wenske              |             |
| Hauptmann-Scheuermann-Weg 2 (Standort)                  | Opel-Villen: Villa Dr. Fritz Opel                        | 1931–1932       | Villa nach Plänen des Architekten Prof. Paul Meißner. Seit 2003 dient die Villa im Rahmen der Stiftung Opel-Villen als Zentrum für Kunst.     | Opel-Villen: Villa Dr. Fritz Opel      |             |
| Löwenplatz (Standort)                                   | Erste Werkstatt Adam Opels                               |                 | Eine Metallplatte markiert die erste kleine Werkstatt Adam Opels                                                                              | Erste Werkstatt Adam Opels             |             |
| Weisenauer Straße (Standort)                            | Opel-Fabrikbau zur Automobilproduktion                   | 1907–1917       | Eisenbetonbau mit vorgeblendetem Backstein. Das Werk wurde von Westen nach Osten errichtet                                                    | BW                                     |             |
| Weisenauer Straße 25 (Standort)                         | Opel-Bad                                                 | 1907            | Jugendstil-Bad | BW                                     |             |
| Bahnhofsplatz (Standort)                                | Opel-Portalgebäude                                       | 1912–1921       | Portalgebäude nach Prof. Paul Meißner als Symbiose von Tradition und Moderne                                                                  | weitere Bilder                         |             |
| Bahnhofsplatz (Standort)                                | Statue Adam Opel                                         | 1937            | Statue von Bildhauer Emil Hub | Statue Adam Opel                       |             |
| Bahnhofsplatz (Standort)                                | Bahnhof Rüsselsheim                                      | 2003–2006       | Architekten: A–Z Architekten, Projektleitung Olaf Feierabend                                                                                  | Bahnhof Rüsselsheim                    |             |
| (Standort)                                              | Opel-Werk Fabrikgebäude im Süd-Osten                     | 1909–1911       | Charakteristische Architektur mit seriellen, großflächigen Fabrikfenstern für die langgezogenen Produktionssäle                               | BW                                     |             |
| entlang der Bahnlinie (Standort)                        | Opel-Villen: Villa Sophienheim                           |                 | Ursprünglich von der Familie Adam und Sophie Opel bewohnt, zerstört im Zweiten Weltkrieg                                                      | BW                                     |             |
| entlang der Bahnlinie (Standort)                        | Opel-Villen: Villa Martha                                |                 | Ursprünglich von der Familie Wilhelm von Opel bewohnt, zerstört im Zweiten Weltkrieg, heute komplett renoviert und als Geschäftsräume genutzt | BW                                     |             |
| (Standort)                                              | Opel-Werk Fabrikgebäude mit Turm                         | 1916, 1929      | Prinzip des endlos fortsetzbaren Rastersystem nach Prof. Paul Meißner                                                                         | weitere Bilder                         |             |
| Lasalleplatz (Standort)                                 | Volkshaus                                                | 1930            | Heutige Stadthalle | BW                                     |             |
| westlich und östlich der Königstädter Straße (Standort) | Arbeiterwohngebiet                                       | ab 1890         | Erstes Arbeiterwohngebiet in Reihenbauweise                                                                                                   | BW                                     |             |
| Königstädter Straße 20 (Standort)                       | Kirche St. Georg mit Altarbild zu kath. Arbeiterbewegung | 1902            | 3-teiliges Altarbild mit inhaltlichen Bezügen zur katholischen Arbeiterbewegung                                                               | BW                                     |             |
| Wilhelminenstraße 21 (Standort)                         | Haus im Arbeiterwohnquartier                             | ca. 1904        | Ursprüngliche Bauform in unverputztem Backstein mit Sandstein                                                                                 | BW                                     |             |
| gegenüber der Frankfurter Straße 83 (Standort)          | Arbeiter-Denkmal                                         | 1938            | Bronzeplastik „Kurbelwellenschmied“ vom Bildhauer Ludwig Spiegel                                                                              | Arbeiter-Denkmal                       |             |
| Frankfurter Straße 41 (Standort)                        | Wohnhaus Ferdinand Stuttmann                             | 1841            | Wohnhaus des Kokosteppichfabrikanten Ferdinand Stuttmann                                                                                      | Wohnhaus Ferdinand Stuttmann           |             |
| Ludwig-Dörfler-Allee 5 (Standort)                       | Manufaktur Hasenhaar-Schneiderei Stein                   | 19. Jhd.        | Eine von vier Hasenhaar-Schneidereien. Die Haare von Hasenfellen wurden für die Hutproduktion gewonnen                                        | Manufaktur Hasenhaar-Schneiderei Stein |             |